# Yangliu (socken i Kina, Yunnan)
Yangliu är en socken i Kina. Den ligger i provinsen Yunnan, i den sydvästra delen av landet, omkring 230 kilometer nordost om provinshuvudstaden Kunming. Antalet invånare är 38 248. Befolkningen består av 17 398 kvinnor och 20 850 män. Barn under 15 år utgör 28,0 %, vuxna 15-64 år 64 %, och äldre över 65 år 7,0 %.
Genomsnittlig årsnederbörd är 1 229 millimeter. Den regnigaste månaden är juli, med i genomsnitt 251 mm nederbörd, och den torraste är januari, med 11 mm nederbörd.